# Festival du film italien de Villerupt 2018
Le Festival du film italien de Villerupt 2018, 41e édition du festival, s'est déroulé du 26 octobre au 11 novembre 2018.

## Déroulement et faits marquants
Pour sa 41e édition, le festival a pour thème l'Émilie-Romagne et rend hommage à Federico Fellini. L'Amilcar de la ville est remis à Barbora Bobulova.
L'Amilcar du jury est remis à Saremo giovani e bellissimi de Letizia Lamartire, l'Amilcar du jury jeunes à Fiore gemello de Laura Luchetti, l'Amilcar du jury de la critique à Frères de sang (La terra dell'abbastanza) de Damiano et Fabio D'Innocenzo, l'Amilcar du jury des exploitants à Il vizio della speranza de Edoardo De Angelis et l'Amilcar du public à Il bene mio de Pippo Mezzapesa.

## Jury cinéma
- Jean-Pierre Améris (président du jury), réalisateur
- Alexandre Espigares, réalisateur
- Alberto Toscano, journaliste

## Jury de la critique
- Rebecca Manzoni (présidente du jury), journaliste
- Denitza Bantcheva
- France Clarinval
- Fernand Denis
- Cécile Desclaux
- Laura Putti
- Eithne O’Neil

## Sélection

### En compétition
- Capri-Revolution de Mario Martone
- Euforia de Valeria Golino
- Fiore gemello de Laura Luchetti
- Hotel Gagarin de Simone Spadao
- Il bene mio de Pippo Mezzapesa
- Il ragazzo più felice del mondo de Gian Alfonso Pacinotti
- Il vizio della speranza de Edoardo De Angelis
- Io c'è de Alessandro Aronadio
- Frères de sang (La terra dell'abbastanza) de Damiano et Fabio D'Innocenzo
- L'ospite de Duccio Chiarini
- L'uomo che comprò la luna de Paolo Zucca
- Made in Italy de Luciano Ligabue
- Mamma + Mamma de Karole Di Tommaso
- Resina de Renzo Carbonera
- Ricordi? de Valerio Mieli
- Saremo giovani e bellissimi de Letizia Lamartire
- Sono tornato de Luca Miniero
- The Place de Paolo Genovese
- Troppa grazia de Gianni Zanasi
- Un giorno all'improvviso de Ciro D'Emilio

### Panorama
- 7 minuti de Michele Placido
- Une famille italienne (A casa tutti bene) de Gabriele Muccino
- Benedetta follia de Carlo Verdone
- Call Me by Your Name de Luca Guadagnino
- Come un gatto in tangenziale de Riccardo Milani
- Dogman de Matteo Garrone
- Ma fille (Figlia mia) de Laura Bispuri
- Finché c'è prosecco c'è speranza de Antonio Padovan
- Gatta Cenerentola de Alessandro Rak, Ivan Cappiello, Marino Guarnieri et Dario Sansone
- Hitler vs Picasso et les autres (Hitler contro Picasso e gli altri) de Claudio Poli
- Les Camarades (I compagni) de Mario Monicelli
- I villani de Daniele De Michele
- Il banchiere anarchico de Giulio Base
- Le Père d'Italia (Il padre d'Italia) de Fabio Mollo
- Bienvenue en Sicile (In guerra per amore) de Pierfrancesco Diliberto
- La Mouette et le Chat (La Gabbianella e il Gatto) de Enzo D'Alò
- Samouni Road de Stefano Savona
- La tenerezza de Gianni Amelio
- Heureux comme Lazzaro (Lazzaro Felice) de Alice Rohrwacher
- Les Estivants de Valeria Bruni Tedeschi
- Silvio et les Autres (Loro) de Paolo Sorrentino
- L'ora legale de Salvatore Ficarra et Valentino Picone
- Mamma o papà? de Riccardo Milani
- Metti la nonna in freezer de Giancarlo Fontana et Giuseppe G. Stasi

### Émilie-Romagne
- Libero (Anche libero va bene) de Kim Rossi Stuart
- Caro Lucio ti scrivo de Riccardo Marchesini
- Ci vuole un fisico de Alessandro Tamburin
- Cinema Grattacielo de Marco Bertozzi
- Le Petit Monde de don Camillo de Julien Duvivier
- Après la guerre (Dopo la guerra) de Annarita Zambrano
- Il club dei 27 de Mateo Zoni
- Le Désert rouge (Il deserto rosso) de Michelangelo Antonioni
- Jack Frusciante è uscito dal gruppo de Enza Negroni
- Lavorare con lentezza de Guido Chiesa
- Ciao Stefano (Non pensarci) de Gianni Zanasi
- Radiofreccia de Luciano Ligabue
- Storia di ragazzi e di ragazze de Pupi Avati
- Storie del dormiveglia de Luca Magi

### Carte Blanche àGianni Canova: hommage àFederico Fellini
- Huit et demi (Otto e mezzo)
- Amarcord
- Ginger et Fred
- Les Vitelloni (I vitelloni)
- La Cité des femmes (La città delle donne)
- La strada
- Les Nuits de Cabiria (Le notti di Cabiria)
- Répétition d'orchestre (Prova d'orchestra)

## Palmarès
- Amilcar du jury : Saremo giovani e bellissimi de Letizia Lamartire
- Amilcar du jury jeunes : Fiore gemello de Laura Luchetti
- Amilcar du jury de la critique : Frères de sang (La terra dell'abbastanza) des frères D'Innocenzo
- Amilcar du jury des exploitants : Il vizio della speranza de Edoardo De Angelis
- Amilcar du public : Il bene mio de Pippo Mezzapesa
- Amilcar de la ville : Barbora Bobulova